# 吴佳明
吴佳明 （英語：Wu Jia Ming)，新加坡籍歌手、音乐制作人。1985年参加新广的斗歌竞艺歌唱比赛夺得公开男子组冠军而出道。

## 演艺经历
吴佳明是新加坡一位非常杰出的音乐人。在1985年的全国斗歌竞艺 用托比赛中，他勇夺公开组冠军。之后，他所演唱的一首 “小人物的心声” 唱出新加坡小市民的心声，接着另一手‘’五脚基主题曲{我的生活在这里}，红遍大街小巷。这几年走来，他为本地音乐界付出了不少卓越的贡献。 吴佳明老师在1986年到1992年任职为新加坡广播局歌手。他的表现也 深受公认与肯定，在1987年获得全国电视连续剧主题曲最佳演唱者。 1992年，他转向幕后工作,单岗录音师, 编曲, 和声，和声编写,制作人等几角。1996-1998年担任EMI(ＨＫ)内部制作人。
吴佳明也是多位知名歌手在演唱会中青睐的合音天使。他曾在张学友和陶喆的巡回演唱会中当任合音的工作。做过的演唱会包括蔡琴, 巫启贤, 范文芳, 张宇, 心连心演唱会, 葉麗儀, 甄妮, 羅大佑, 周传雄，阿杜，等等。他也有在影视周刊公司当了两年歌唱老师。

## 音乐作品
- 小人物的心声(新加坡新广电视剧《芝麻绿豆》主题曲
- 我的生活在这里(新加坡新广电视剧《五脚基》主题曲
- 逍遥游(新加坡新视电视剧《东游记》主题曲
- 对酒当歌(新加坡新视电视剧《笑傲江湖》片尾曲
- 欢喜大团圆
- 陋港童谣
- 月华(新加坡新传媒电视剧《祖先保佑2》主题曲

## 制作过的艺人
- 容祖儿
- 郑中基
- 彭羚
- 张智霖
- 萧淑慎
- B.A.D
- 梦飞船
- One Fift
- 巫启贤(太傻为代表作)
- 范文芳
- 李铭顺
- 钟琴
- 李伟菘
- 李偲菘
- 何耀珊
- 周传雄(黄昏为代表作)
- 张栋梁
- 蔡淳佳